# جاك هامان (صحفي)
جاك هامان (بالإنجليزية: Jack Hamann)‏ هو صحفي أمريكي، ولد في 9 نوفمبر 1954.

## وصلات خارجية
- الموقع الرسمي